# Sarārūd-e Pā‘īn
Sarārūd-e Pā‘īn (persiska: سرارود پائین, Sarārūd-e Soflá) är en ort i Iran.   Den ligger i provinsen Kermanshah, i den västra delen av landet, 400 km väster om huvudstaden Teheran. Sarārūd-e Pā‘īn ligger 1 364 meter över havet och antalet invånare är 505.
Terrängen runt Sarārūd-e Pā‘īn är varierad.Runt Sarārūd-e Pā‘īn är det ganska tätbefolkat, med 207 invånare per kvadratkilometer. Närmaste större samhälle är Bīsotūn, 13,2 km nordost om Sarārūd-e Pā‘īn. Trakten runt Sarārūd-e Pā‘īn består till största delen av jordbruksmark.